# Goran Višnjić
Goran Višnjić ([ˈʋiʃɲitɕ]) (Sebenico, 9 settembre 1972) è un attore croato naturalizzato statunitense, noto per l'interpretazione del dottor Luka Kovač nella serie E.R. - Medici in prima linea.

## Biografia
Trovatosi a svolgere il servizio militare iugoslavo nei paracadutisti, decide di lasciare l'esercito e rientrare a Sebenico allo scopo di difendere il proprio Paese e combattere contro la Repubblica Federale di Jugoslavia. Appassionato da sempre di recitazione, frequenta l'Accademia d'Arte Drammatica di Zagabria, e, dopo varie esperienze teatrali, viene notato dal regista Michael Winterbottom che lo vuole per il suo film Benvenuti a Sarajevo.
Approdato negli Stati Uniti, lavora nei film The Peacemaker e Amori & incantesimi entrambi con Nicole Kidman.
Nel 1998 appare nel videoclip di The Power of Good-Bye di Madonna, e compare in un piccolo ruolo nel film Il giocatore con Edward Norton e Matt Damon; nel 1999 viene scelto per sostituire George Clooney nella serie tv E.R. - Medici in prima linea, dove interpreta il tormentato dottor Luka Kovač, ruolo che gli permette di acquistare una certa popolarità.
Nel 2001 recita ne I segreti del lago con Tilda Swinton, presentato con successo al Sundance Film Festival, e doppia uno dei personaggi del film d'animazione L'era glaciale; nel 2004 è protagonista del film-tv Spartaco - Il gladiatore; nel 2005 è nel cast di Elektra al fianco di Jennifer Garner. 
L'attore era in lizza per diventare il nuovo James Bond in Casino Royale, ma la parte fu assegnata - come noto - a Daniel Craig; in seguito sarebbe stato fatto il suo nome per partecipare al 22° film dedicato all'agente 007 nel ruolo di cattivo di turno, ma nuovamente non sarebbe stato incluso nel progetto. Nel 2007 partecipa come protagonista al videoclip di Burn My Shadow degli U.N.K.L.E..
Nel 2011 recita nel film indipendente Beginners, e ottiene un ruolo del film di David Fincher Millennium - Uomini che odiano le donne. Nello stesso anno appare in varie serie televisive, come The Deep, Leverage - Consulenze illegali e Pan Am.
Nel 2016 interpreta il ruolo del misterioso Garcia Flynn, l'antagonista della serie televisiva di fantascienza Timeless.

### Vita privata

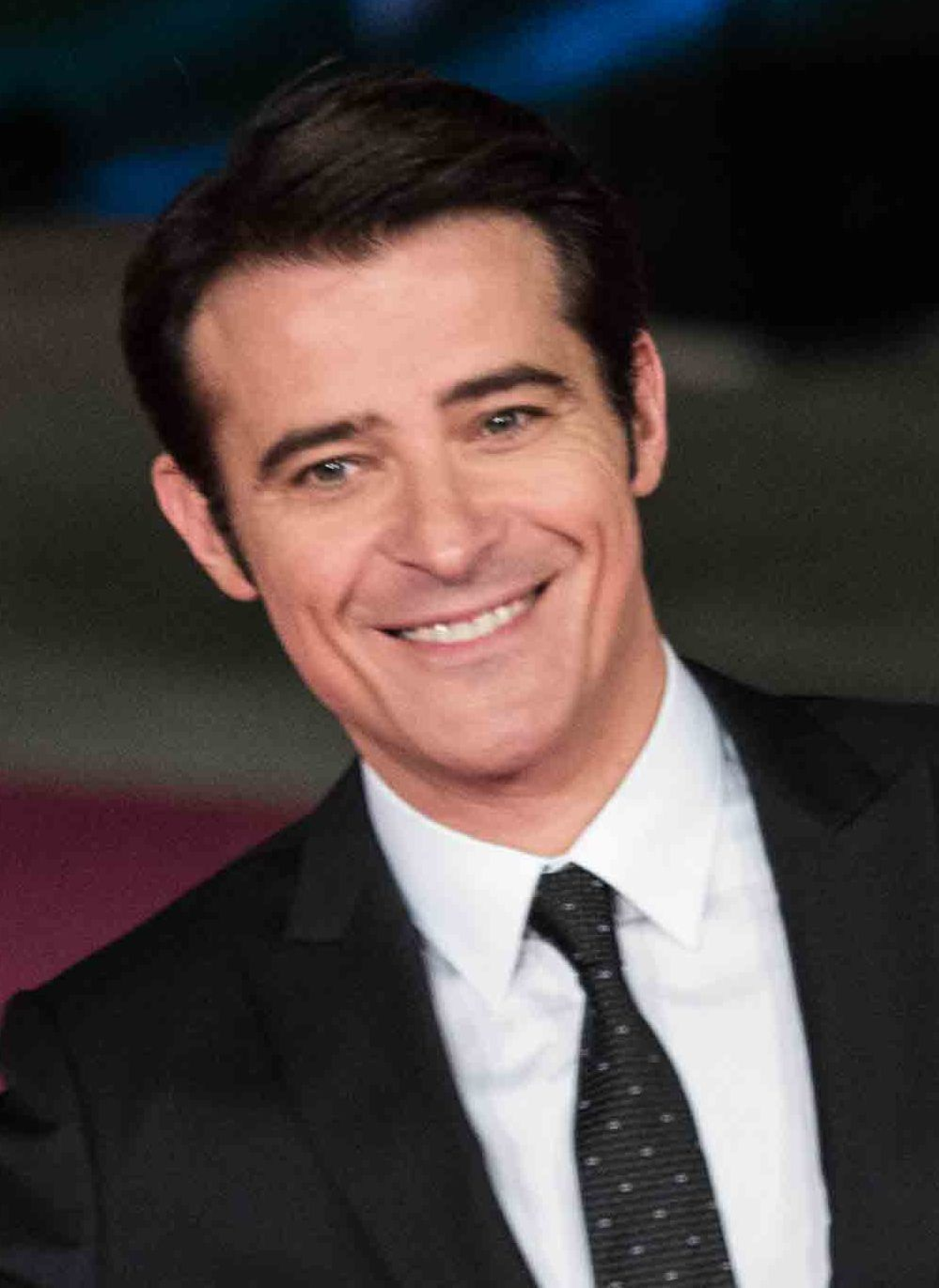
Goran Višnjic al Roma Fiction Fest 2014

Dall'8 maggio 1999 è sposato con la scultrice Ivana Vrdoljak; la coppia ha adottato il primo figlio chiamandolo Tin Višnjić. Il bambino è nato il 19 aprile 2007 al Cedars Sinai Medical Center di Los Angeles. In seguito ne hanno adottato un'altra, Vivien, nata nel 2009.
Nel novembre dello stesso anno, a Goran viene affidata una bambina, Lana Lourdes, nata a marzo. Hanno avuto un altro figlio, Vigo (2011), nato da madre surrogata. 
In patria il soprannome dell'attore è Zon dal nome della piccola fattoria dei nonni materni, nella periferia di Sebenico, dove è cresciuto.
Nel 2013 ha acquisito la cittadinanza statunitense.

## Filmografia

### Cinema
- Benvenuti a Sarajevo (Welcome to Sarajevo), regia di Michael Winterbottom (1997)
- The Peacemaker, regia di Mimi Leder (1997)
- Il giocatore - Rounders (Rounders), regia di John Dahl (1998)
- Amori & incantesimi (Practical Magic), regia di Griffin Dunne (1998)
- Lui, lei e gli altri, regia di Lisa Krueger (2000)
- I segreti del lago (The Deep End), regia di Scott McGehee e David Siegel (2001)
- L'era glaciale (Ice Age), regia di Chris Wedge e Carlos Saldanha (2002) – voce
- Hypnotica regia di Nick Willing (2003)
- Elektra, regia di Rob Bowman (2005)
- Helen, regia di Sandra Nettelbeck (2009)
- Beginners, regia di Mike Mills (2010)
- Millennium - Uomini che odiano le donne (The Girl with the Dragon Tattoo), regia di David Fincher (2011)
- K-11, regia di Jules Stewart (2012)
- The Counselor - Il procuratore (The Counselor), regia di Ridley Scott (2013)
- Il mio amico Nanuk (Midnight Sun), regia di Roger Spottiswoode (2014)
- The Tribes of Palos Verdes, regia di Emmett Malloy e Brendan Malloy (2017)
- Fatima, regia di Marco Pontecorvo (2020)
- Hellraiser, regia di David Bruckner (2022)

### Televisione
- E.R. - Medici in prima linea (ER) – serie TV, 175 episodi (1999-2008)
- Spartaco - Il gladiatore (Spartacus) – film TV, regia di Robert Dornhelm (2004)
- Il coraggio di Irena Sendler (The Courageous Heart of Irena Sendler), regia di John Kent Harrison – film TV (2009)
- The Deep – miniserie TV, 5 episodi (2010)
- Leverage - Consulenze illegali (Leverage) – serie TV, 2 episodi (2010)
- Pan Am – serie TV, 4 episodi (2011-2012)
- Red Widow – serie TV, 8 episodi (2013)
- Extant – serie TV, 16 episodi (2014-2015)
- Crossing Lines – serie TV, 12 episodi (2015)
- Timeless – serie TV, 27 episodi (2016-2018)
- Timeless: The Movie (The Miracle of Christmas), regia di John Showalter – film TV (2018)
- This Is Us – serie TV, episodi 3x13 e 6x06 (2019, 2022)
- Santa Clarita Diet – serie TV, 4 episodi (2019)
- Dollface – serie TV, 4 episodi (2019)
- General – serie TV, 8 episodi (2019-2020)
- The Brides – serie TV, episodio 1x01 (2020)
- Doctor Who – serie TV, episodio 12x04 (2020)
- The Boys – serie TV, 4 episodi (2020)
- Vikings: Valhalla - serie TV (2024)

### Videoclip
- 1998 - The Power of Good-Bye di Madonna
- 2007 - Burn My Shadow degli U.N.K.L.E.

## Doppiatori italiani
Nelle versioni in italiano delle opere in cui ha recitato, Goran Višnjić è stato doppiato da:
- Paolo Marchese in E.R. - Medici in prima linea, Pan Am, Vikings: Valhalla
- Stefano Benassi in Crossing Lines, Timeless, Timeless: The Movie
- Giorgio Borghetti in Benvenuti a Sarajevo
- Tonino Accolla in Amori & incantesimi
- Fabio Boccanera in Lui, lei e gli altri
- Christian Iansante ne I segreti del lago
- Andrea Ward in Elektra
- Luca Ward in Leverage - Consulenze illegali
- Daniele Barcaroli in Beginners
- Vittorio De Angelis in Millennium - Uomini che odiano le donne
- Franco Mannella in The Counselor - Il procuratore
- Alessio Cigliano in Red Widow
- Francesco Prando ne Il mio amico Nanuk
- Davide Marzi in Extant
- Andrea Beltramo in Dollface
- Raffaele Carpentieri in This Is Us (ep. 3x13)
- Michele Botrugno in This Is Us (ep. 6x06)
- Oliviero Corbetta in Hellraiser
- Gabriele Sabatini in The Boys

Da doppiatore è sostituito da:
- Ennio Coltorti in L'era glaciale